# Liste profanierter Kirchen im Bistum Regensburg
Die Liste profanierter Kirchen im Bistum Regensburg führt Kirchen- und Kapellengebäude im Bistum Regensburg auf, die profaniert wurden. Sie wurden oder werden verkauft, umgebaut oder abgerissen.

## Liste
| Bild | Kirche                     | Ort                     | Bauzeit   | Profaniert        | Bemerkungen                                     |
| ---- | -------------------------- | ----------------------- | --------- | ----------------- | ----------------------------------------------- |
|      | Klosterkirche St. Augustin | Weiden in der Oberpfalz | 1927–1929 | 25. Juli 2010     |                                                 |
|      | Spitalkirche               | Amberg                  | 15. Jhd.  | 2016              | Verkauf des Kirchengebäudes an die Stadt Amberg |
|      | Klosterkirche St. Fidelis  | Regensburg-Prüfening    | 1921      | 19. Dezember 2023 |                                                 |
|      | Klosterkirche St. Theresia | Regensburg-Kumpfmühl    | 1899–1900 | 31. Juli 2024     | Innenausstattung entfernt                       |